# Comarca de Noia
La Comarca de Noia és una comarca de Galícia situada a la província de la Corunya. Limita amb l'oceà Atlàntic a l'oest, amb A Barbanza al sud, amb la comarca de Xallas al nord, i amb les comarques d'O Sar, Santiago i A Barcala a l'est. En formen part els municipis de Lousame, Noia, Outes i Porto do Son.